# Cameron Esposito
Cameron Anne Young Anastasia Esposito (nacida el 17 de octubre de 1981) es una comediante, actriz y podcaster estadounidense, conocida por su programa Take My Wife, así como por su comedia de stand up y su podcast, Queery . Esposito se enfoca sustancialmente en temas que rodean a la comunidad LGBTQ, el feminismo, la justicia social y los desafíos que enfrentan los miembros de las comunidades marginadas. Originario de Western Springs, Illinois, Esposito reside en Los Ángeles . 

## Infancia y adolescencia
Nacida de Brenda y Nick Esposito, Cameron Anne Young Anastasia Esposito se crio en Western Springs, Illinois . En la escuela secundaria, Esposito tuvo un accidente cerebrovascular en el equipo de natación, fue miembro de un grupo de servicio comunitario llamado The Marians Society, y fue semifinalista del Programa Nacional de Becas de Mérito . Se graduó de la Academia Benet en 2000.
Esposito estudió teología e inglés en el Boston College, con la intención de convertirse en trabajadora social en Chicago. Mientras estaba en Boston, jugó rugby y actuó en el grupo de improvisación de la escuela, My Mother's Fleabag. Esposito se graduó de Boston College en 2004.
Después de regresar a Illinois, Esposito tomó un semestre de cursos de trabajo social en la Universidad de Chicago cuando se dio cuenta de que, después de todo, no quería ser trabajadora social.

## Carrera inicial de stand up
Esposito comenzó su carrera de stand up en Chicago, actuando en varios lugares locales, incluso como habitual en The Lincoln Lodge de 2007 a 2011. Apareció en varios festivales de comedia, incluidos SXSW, Moontower, Bridgetown Comedy Festival y SF Sketchfest . Para complementar sus ingresos, trabajó con estudiantes de educación especial, como asistente legal en el bufete de abogados de su padre y como niñera .

## 2013 – presente
En 2013, Esposito hizo su debut en televisión en The Late, Late Show con Craig Ferguson . El presentador Jay Leno expresó su admiración por Esposito y la llamó "el futuro de la comedia". También ha aparecido en Conan  y en Last Call con Carson Daly . También doblo la voz de "Carroll the Cloud Person" en un episodio del programa animado Adventure Time de Cartoon Network . El sitio web de medios de entretenimiento Consequence of Sound nombró a Esposito su comediante del año 2014.
En el otoño de 2014, Esposito creó una serie de videos con BuzzFeed Motion Pictures titulada "Ask a Lesbian", en el que responde una variedad de preguntas enviadas al personal de BuzzFeed sobre el lesbianismo. Los videos también muestran a Butcher, con quien ha realizado comedia anteriormente. Además de viajar regularmente, Esposito fue panelista habitual en Chelsea Lately con Chelsea Handler y solía escribir un blog regular en el sitio web The AV Club . Su álbum de comedia Same Sex Symbol fue lanzado en diciembre de 2014 por el sello discográfico independiente Kill Rock Stars . Esposito apareció en Drunk History de Comedy Central como narrador el 20 de octubre de 2015. Esposito también fue coanfitrión del podcast de comedia "Put Your Hands Together" con Rhea Butcher, que se grabó semanalmente frente a una audiencia en vivo en el Upright Citizens Brigade Theatre de Los Ángeles hasta que finalizó en julio de 2019.
Esposito es conocida por su creación de contenido lésbico, especialmente el suyo y el programa de televisión de Butcher Take My Wife, que se transmitió en Seeso hasta que el servicio se interrumpió en noviembre de 2017. En marzo de 2018, iTunes recogió a Take My Wife y la temporada 2 estuvo disponible para el público. El espectáculo fue adquirido por Starz en abril de 2018. Además, el podcast de Esposito, Queery, es un pódcast de estilo entrevista que se enfoca en luminarias queer contemporáneas y sus experiencias de vida. Entre los invitados se encuentran Rhea Butcher, Lena Waithe, Tegan Quin, Sara Quin, Evan Rachel Wood, Jill Soloway, Mary Lambert, Andrea Gibson, Margaret Cho, Alia Shawkat, Roxane Gay, Trixie Mattel y Lea DeLaria .
El 11 de junio de 2018, Esposito lanzó Rape Jokes, un stand-up de una hora sobre agresión sexual desde su perspectiva, en su sitio web. El especial era gratuito, pero los televidentes podían pagar para descargar una copia y las ganancias beneficiarían a RAINN, la organización contra la violencia sexual más grande de los Estados Unidos. Para septiembre de 2018, el especial había recaudado 65000 de USD en donaciones.

## Filmografía

### Película
| Año  | Título                   | Papel               | Notas |
| ---- | ------------------------ | ------------------- | ----- |
| 2016 | Sleight                  | Luna                |       |
| 2016 | First Girl I Loved       | Jazmín              |       |
| 2016 | Operator                 | Chloe Johnston      |       |
| 2016 | Mother's Day             | Max                 |       |
| 2017 | The Hero                 | Sí misma            |       |
| 2020 | We Bare Bears: The Movie | Guardabosques Tabes | Voz   |

### Televisión
| Año       | Título                                  | Papel                          | Notas                                                               |
| --------- | --------------------------------------- | ------------------------------ | ------------------------------------------------------------------- |
| 2013      | The Late, Late Show with Craig Ferguson | Huésped                        | 1 episodio                                                          |
| 2014-2016 | Last Call With Carson Daly              | Huésped                        | 2 episodios                                                         |
| 2014      | Conan                                   | Huésped                        | 1 episodio                                                          |
| 2014-2017 | Adventure Time                          | Carroll the Cloud Person (voz) | 2 episodios                                                         |
| 2014      | Ask a Lesbian                           | Anfitrión                      | Serie web                                                           |
| 2014-2016 | Maron                                   | Zoe                            | 5 episodios                                                         |
| 2015      | Comedy Bang! Bang!                      | Servidor                       | Episodio: "Maya Rudolph viste una falda negra y sandalias de tiras" |
| 2015      | Drunk History                           | Sí misma                       | Episodio: "Periodismo"                                              |
| 2016-2019 | We Bare Bears                           | Ranger Tabes (voz)             | 17 episodios                                                        |
| 2016      | Bajillion Dollar Propertie$             | Liz                            | Episodio: "Roger Me Rightly"                                        |
| 2016-2018 | Take My Wife                            | Cameron                        | 14 episodios; también creador, escritor, productor ejecutivo        |
| 2017      | Danger & Eggs                           | Rad (voz)                      | Episodio: "Chill Twins / Nightmare"                                 |
| 2018      | Big City Greens                         | Voces adicionales              | Episodio: "Parade Day / DIY Guys"                                   |
| 2019      | Brooklyn Nine-Nine                      | Jocelyn Pryce                  | 2 episodios                                                         |

### Álbumes de comedia
| Año  | Título            | Etiqueta                          |
| ---- | ----------------- | --------------------------------- |
| 2010 | Grab Them Aghast  | Registros de comedia en la azotea |
| 2015 | Same Sex Symbol   | Matar estrellas de rock           |
| 2016 | Marriage Material | Dinámica de comedia               |
| 2017 | Back to Back      | registros especiales              |
| 2018 | Rape Jokes        | registros especiales              |

### Pódcast
| Año             | Título                           | Papel     |
| --------------- | -------------------------------- | --------- |
| 2013-2019       | Put Your Hands Together          | Anfitrión |
| 2013-2015       | Wham Bam Pow                     | Anfitrión |
| 2013 – presente | Comedy Bang! Bang!               | Huésped   |
| 2014            | My Brother, My Brother and Me    | Huésped   |
| 2014-2016       | How Did This Get Made?           | Huésped   |
| 2015            | With Special Guest Lauren Lapkus | Huésped   |
| 2016            | Bad with Money with Gaby Dunn    | Huésped   |
| 2017 – presente | Queery                           | Anfitrión |
| 2017-2018       | Nancy                            | Huésped   |
| 2017            | Homophilia                       | Huésped   |

### En línea
| Año  | Título                | Papel        | Notas |
| ---- | --------------------- | ------------ | ----- |
| 2018 | Good Mythical Morning | Presentadora |       |